# Bergamodactylus
Bergamodactylus wildi
Genre
Espèce
Bergamodactylus est un genre supposé de ptérosaures basaux ayant vécu durant le Trias supérieur (Norien précoce) dans la région correspondant aujourd’hui à la Province de Bergame, en Italie. Son unique espèce est Bergamodactylus wildi. Elle a été nommée en 2015 à partir d’un spécimen de ptérosaures auparavant considéré comme un juvénile de Eudimorphodon ou comme identique à Carniadactylus. Certains spécialistes des ptérosaures du Trias estiment que les caractéristiques distinctives de Bergamodactylus sont invalides ou insuffisantes pour le différencier de Carniadactylus, et continuent donc de classer le spécimen dans ce dernier genre.

## Historique

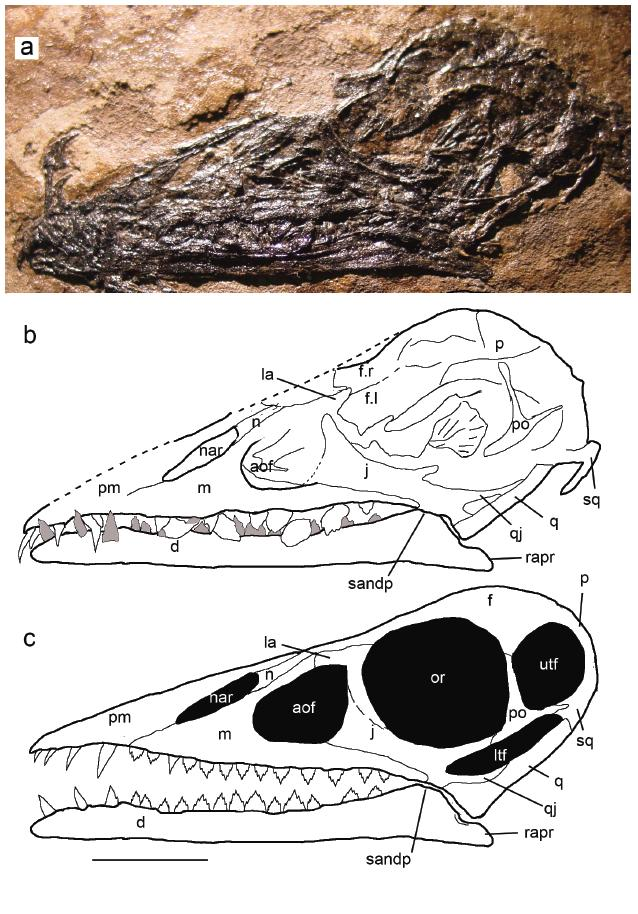
Photo et reconstruction du crâne.

En 1978, Rupert Wild (d) décrit un petit spécimen de ptérosaures conservé dans la collection du Museo di Paleontologia dell´Università di Milano, découvert près de Cene, en Lombardie. Il le désigne comme « l’exemplaire de Milan » et l’identifie comme un juvénile de Eudimorphodon ranzii. Wild note d’importantes différences avec le spécimen type de cette espèce, mais les explique par le jeune âge de l’animal.
En 2009, Fabio Marco Dalla Vecchia confirme une conclusion antérieure d’Alexander Kellner, selon laquelle le spécimen devait être au moins subadulte, en raison de la fusion de la scapula et du coracoïde, de celle des os du poignet supérieur en un syncarpien, ainsi que de la fusion du processus extenseur sur la première phalange de l’aile. Dalla Vecchia attribue alors le spécimen à Carniadactylus rosenfeldi.
En 2015, Kellner conclue que l’exemplaire de Milan représente une espèce différente de Carniadactylus. Il présente des différences morphologiques ne pouvant être expliquées par des variations individuelles, il est bien plus petit bien qu’un Carniadactylus d'une même âge, et provient d’un niveau géologique plus récent. Il nomme donc un genre et une espèce distincts, Bergamodactylus wildi. Le nom générique combine une référence à Bergame avec le grec δάκτυλος (daktylos), « doigt », un suffixe courant dans les noms de ptérosaures depuis Pterodactylus. Le nom spécifique rend hommage à Rupert Wild. Kellner place Bergamodactylus au sein des Novialoidea, dans le groupe des Campylognathoidea.
En 2018, Dalla Vecchia soutient que les observations de Kellner sur le développement des ptérosaures sont trop simplifiées, et que les caractères distinctifs de l’exemplaire de Milan sont ambigus, invalides, ou relève au mieux d’une variation individuelle. Par conséquent, il reclasse le spécimen dans Carniadactylus, faisant de Bergamodactylus wildi un synonyme plus récent (ou synonyme junior) de Carniadactylus rosenfeldi.

## Description

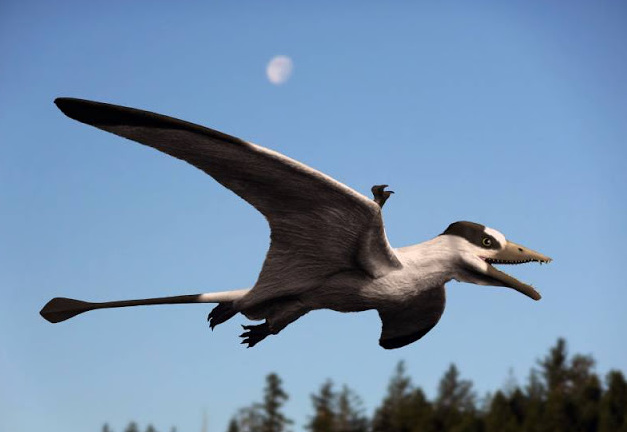
Paléoart de Bergamodactylus.

L’holotype, MPUM 6009, a été découvert dans une couche de la formation des Calcari di Zorzino (en) datant du Norien inférieur (Alaunien supérieur). Il s’agit d’un squelette partiel incluant le crâne, compressé sur une seule plaque. Il est en grande partie articulé et comprend les mâchoires inférieures, la majorité des ailes, une grande partie de la colonne vertébrale (à l’exception de la queue) et des éléments des membres postérieurs. Certains os n’ont été préservés que sous forme d’empreintes.
Bergamodactylus est l’un des plus petits ptérosaures connus. Kellner a estimé en 2015 que son envergure atteignait seulement 465 mm. Il a également identifié certains traits distinctifs. L’os postorbitaire est mince avec une branche fine se dirigeant vers l’os frontal. La prémaxillaire n’atteint pas le bord inférieur de la narine externe. Le quatrième métacarpien est court, ne mesurant que 40 % de la longueur de l’humérus et 30 % de celle de l’ulna. Le fémur est également court, atteignant seulement la moitié de la longueur de l’ulna ou de la première phalange de l’aile.
Bergamodactylus possède des dents à multiples cuspides comme Eudimorphodon, mais leur nombre diffère fortement : quatorze dans la mâchoire supérieure et la mâchoire inférieure, contre respectivement vingt-neuf et vingt-huit chez cette dernière espèce. D’autres différences avec Carniadactylus incluent une rangée de dents s’étendant plus vers l’arrière, une mandibule plus basse, une crête deltopectorale placée plus haut sur l’humérus, et une partie supérieure plus courte du ptéroïde recourbé. Bergamodactylus partage avec Carniadactylus une deuxième phalange courte du doigt ailé.